# 牛若丸 (1952年の映画)
『牛若丸』（うしわかまる）は、1952年に公開された大曾根辰夫監督、美空ひばり主演の日本映画。

## 概要
映画タイトルの牛若丸は源義経の幼名。
主演の美空ひばりは主役牛若丸と桔梗を一人二役で演じ、児童ファンに喝采された。他に水島道太郎、薄田研二、水戸光子、桂木洋子などが出演した。また堺駿二、月形龍之介らが助演している。

## あらすじ
常盤御前（水戸光子）の犠牲によって生き残った牛若丸（美空ひばり）は鞍馬山で新田ノ太郎吉光（月形龍之介）の監視下に置かれていた。しかし、その吉光の娘、桔梗（美空ひばり）は牛若丸の唯一の仲の良い遊び友達だった。
牛若丸は源氏再興を目指す金王丸（永田光男）、正近、信時、四郎丸の源氏四天王たちから実父源頼朝の死や実母常盤の現状を聞かされ、母に会いたい一心で武芸に励んだ。そして、牛若丸は常磐の侍女なぎさ（桂木洋子）の手引きによって母常磐を訪ねたが、常磐には実母ではないと冷たくあしらわれた。
常磐から冷たく追い返された帰途、牛若丸は五条大橋の上で弁慶に襲われるが返り討ちにして恭順させた。その弁慶は常磐が母と名乗れない苦悩を聞かされ、改めて牛若丸と常磐が対面する場を作った。
牛若丸を鞍馬山に閉じ込めた張本人である平清盛（海江田譲二）は牛若丸が成長し成人するのを恐れ、出家させるために剃髪させようと目論んだが、その直前、弁慶をはじめとする源氏四天王が牛若丸を奪還しに乗り込み成功したものの、金売り吉次（香川良介）の計略によって奥州へ落ち延びることとなった。そして粟田口に差し掛かったとき、一行は検非違使の追手に取り囲まれた。
しかし牛若丸の身を案じていた桔梗が追手を欺き、牛若丸の身代わりとなって大原口へ誘導したものの、追手の矢によって桔梗は死亡した。検死にあたった桔梗の父吉光は桔梗の心を汲んで死んだ桔梗を指して牛若丸であると申し立て、これによって本物の牛若丸たち一行は無事に京都を脱出し、奥州へと向かったのだった。

## スタッフ
- 監督 - 大曾根辰夫[3]
- 製作 - 杉山茂樹[8]
- 企画 - 福島通人[8]
- 脚本 - 八住利雄[3]
- 撮影 - 竹野治夫[3]
- 音楽 - 鈴木静一[3]
- 美術 - 水谷浩[8]
- 録音 - 福安雅春
- 照明 - 村田政雄

## キャスト
- 美空ひばり[1] - 牛若丸[1]、桔梗[1]
- 水島道太郎[1] - 弁慶[8]
- 水戸光子[1] - 常盤[8]
- 月形龍之介[1] - 新田ノ太郎吉光[8]
- 月宮乙女[1] - 琴路[8]
- 香川良介[1] - 金売り吉次[8]
- 永田光男[1] - 金王丸[8]
- 堺駿二[1] - 正近[8]
- 大友富右衛門[1] - 信時[8]
- 桂木洋子[1] - なぎさ[8]
- 薄田研二[1] - 真光坊[8]
- 山路義人[1] - 景高[8]
- 海江田譲二[4] - 清盛[8]
- 天野刃一[1]
- 田中謙三[1]
- 玉島愛造[1]
- 富本民平[1]